# Departamento Independencia (Chaco)
Independencia es uno de los 25 departamentos en los que se divide la provincia del Chaco, Argentina.

## Superficie y límites
El departamento tiene una extensión de 1871 kilómetros cuadrados y limita al norte con el departamento Maipú, al este con el departamento Comandante Fernández, al sur con los departamentos O´Higgins y General Belgrano y al oeste con el departamento Almirante Brown. 

## Clima
Clima -cálido con estación seca.
La temperatura media anual es alrededor de 20°, con una media mayor a 25° en verano y una media mayor a 10° en el invierno.
Las precipitaciones son muy concentradas en el verano y se da una estación seca en el invierno.

## Población
Según el Censo 2010, vivían en el departamento 22.479 personas. Este número lo convierte en 13º más poblado de la provincia.